# Гута-Мовчанська
Гута-Мовчанська — село в Україні, у Станіславчицькій сільській громаді Жмеринського району Вінницької області.